# Vardashen, Ararat
Vardashen là một đô thị thuộc tỉnh Ararat, Armenia. Dân số ước tính năm 2011 là 583 người.